# Kali kerberti
Kali kerberti är en fiskart som först beskrevs av Weber, 1913.  Kali kerberti ingår i släktet Kali och familjen Chiasmodontidae. Inga underarter finns listade i Catalogue of Life.